# Derczewo
Derczewo (niem.: Dertzow) – wieś w Polsce położona w województwie zachodniopomorskim, w powiecie myśliborskim, w gminie Myślibórz.
W latach 1975–1998 miejscowość administracyjnie należała do województwa gorzowskiego.
W 1326 roku był wzmiankowany w Derczewie zamek jako własność braci Henninga i Dietricha von Brederlow.

## Zabytki
- kościół z ciosów granitowych z XIII w. ze znakiem szachownicy na froncie, dobudowana drewniana, dwuczłonowa wieżyczka.
- park podworski[3].